# Auneau
Auneau is een plaats en voormalige gemeente in het Franse departement Eure-et-Loir in de regio Centre-Val de Loire en telt 3880 inwoners (1999), die Alnélois worden genoemd. De plaats behoort tot het kanton Auneau van het arrondissement Chartres.

## Geschiedenis

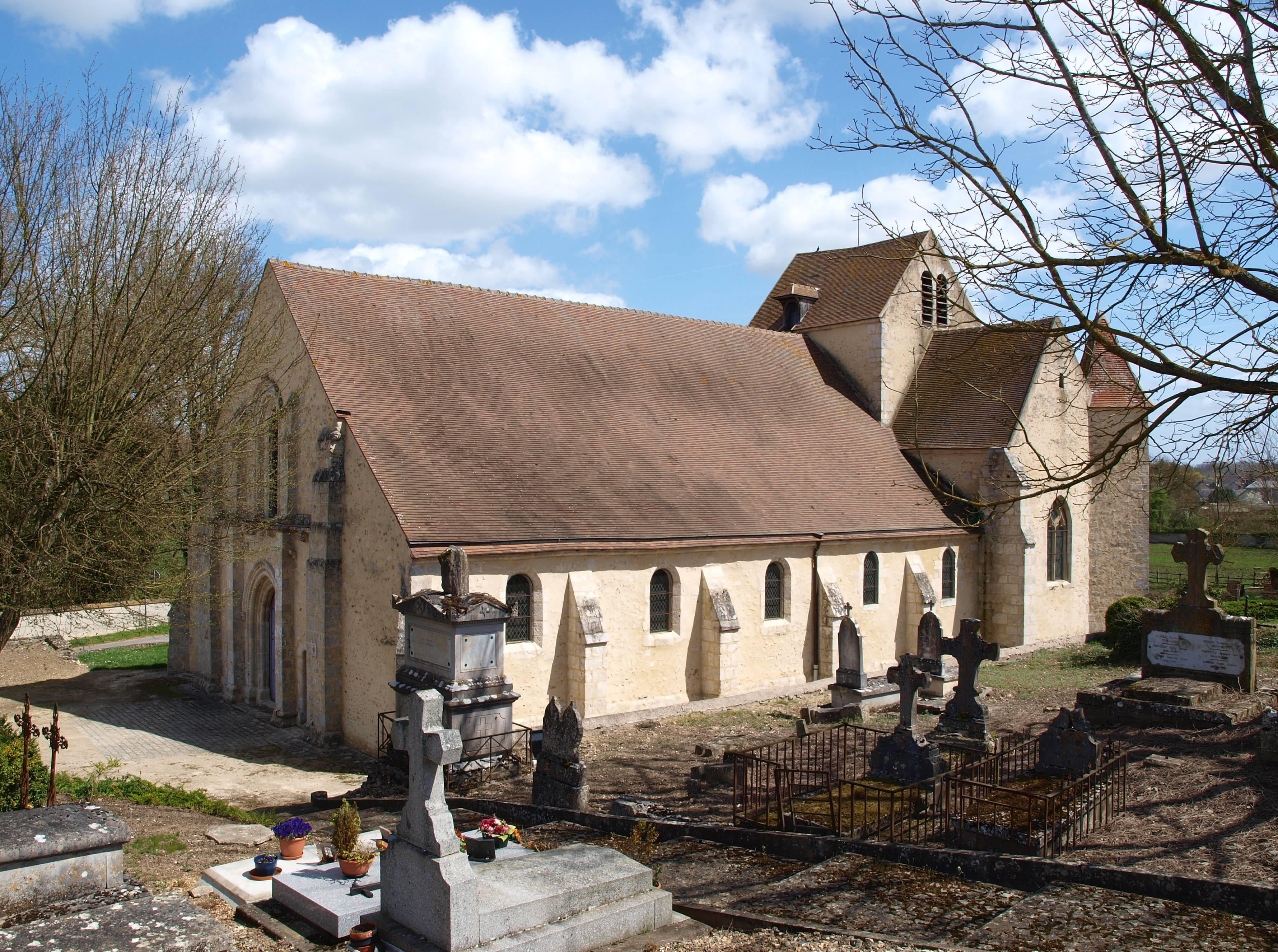
Kerk Saint-Rémi

Het gehucht Saint-Rémi is de bakermat van Auneau. Hier was een bron gewijd aan de heilige Maurus, die een bedevaartsoord was. Op de plaats van de bron werd in de 11e eeuw de kerk Saint-Rémi gebouwd. Het kasteel van Auneau kende drie bouwfases. In de 8e of 9e eeuw werd een eerste primitief kasteel gebouwd om het dorp en de weg naar Chartres te beschermen. Kasteelheer Hugues de Gallardon, een vazal van de graaf van Chartres, liet in de 12e eeuw een donjon bouwen. In de 14e eeuw liet Marguerite d’Auneau ernaast een nieuw kasteel bouwen, dat nog werd verbouwd in de 16e en 18e eeuw. 
In de 19e eeuw was de belangrijkste bevolkingskern verplaatst van Saint-Rémi naar de marktplaats waar veemarkten werden gehouden. Tussen 1892 en 1929 werd daar een nieuwe kerk gebouwd, de neo-romaanse kerk Saint-Étienne.
Op 1 januari 2016 werd de fusiegemeente Bleury-Saint-Symphorien opgeheven en samengevoegd met Auneau tot de huidige gemeente Auneau-Bleury-Saint-Symphorien, waarvan Auneau de hoofdplaats werd.

## Geografie
De oppervlakte van Auneau bedraagt 17,0 km², de bevolkingsdichtheid is 228,2 inwoners per km².
De onderstaande kaart toont de ligging van Auneau met de belangrijkste infrastructuur en aangrenzende gemeenten.

## Demografie
Onderstaande figuur toont het verloop van het inwonertal.
Auneau · Bleury · Saint-Symphorien-le-Château

Voormalige gemeente: Bleury-Saint-Symphorien